# Mississippi Queen
Mississippi Queen es un sencillo del álbum Climbing!, y el primer sencillo de la banda Mountain. Fue grabado en 1970 por Windfall y Columbia Records cuando se relanzó este sencillo.

## Historia
Según Corky Laing, baterista de Mountain, todo empezó cuando vio a la novia de un amigo de él. Su novia venía de Misisipi. Corky Laing afirma que él había consumido Dexedrina y empezó a cantar la letra de Mississippi Queen. Después, cuando Leslie West se mudó a Park Avenue, Felix Pappalardi insistió en que la banda necesitaba un integrante más. Cuando lo consiguieron, fue cuando empezaron a trabajar en la canción. Después de intentar grabarla 14 veces, fue cuando lograron hacerla como Felix Pappalardi quería (el resto del grupo ya estaba conforme desde hacía muchas grabaciones antes).

## Composición
La canción empieza con un riff de cuatro notas, que se repite 2 veces, cuando empieza un pequeño solo de introducción. Cuando termina, empieza el verso, en el que la guitarra hace unos acordes, y cuando para, Leslie West canta un verso. El estribillo se basa en un verso pero cambiado de tonalidad, hasta que la guitarra deja de tocar y West hace unos versos solo. Después se repite todo el proceso una vez más, hasta que empieza el solo. Cuando este termina se hace un estribillo más, y finaliza igual que en el riff de entrada.
Éste afirma: "No me gusta tocar sobre palabras o entre líneas. Me gusta que sea como una orquesta, en la cual el violín principal se para, y después el trombón tiene un solo. Todo tiene su lugar. Pequeñas explosiones que puedes cantar para ti mismo. Yo veo a sujetos que tocan largos y complejos solos, pero yo pienso al solo como una canción en sí. Yo opino que no deberías tocar algo que tú no lo digas".